# 克吕尼 (马恩省)
克吕尼（法語：Crugny，法語發音：[kʁyɲi]）是法国马恩省的一个市镇，属于兰斯区。

## 地理
克吕尼（49°15'15"N, 3°44'20"E）面积12.46 平方千米，位于法国大東部大區马恩省，该省份为法国东北部内陆省份，北起阿登省，西北接埃纳省，西南接塞纳-马恩省，南至奥布省，东南接上马恩省，东临默兹省。
与克吕尼接壤的市镇（或旧市镇、城区）包括：阿尔西勒蓬萨尔、布鲁耶、库维尔、乌尔日、塞尔济和普兰、安谢尔。

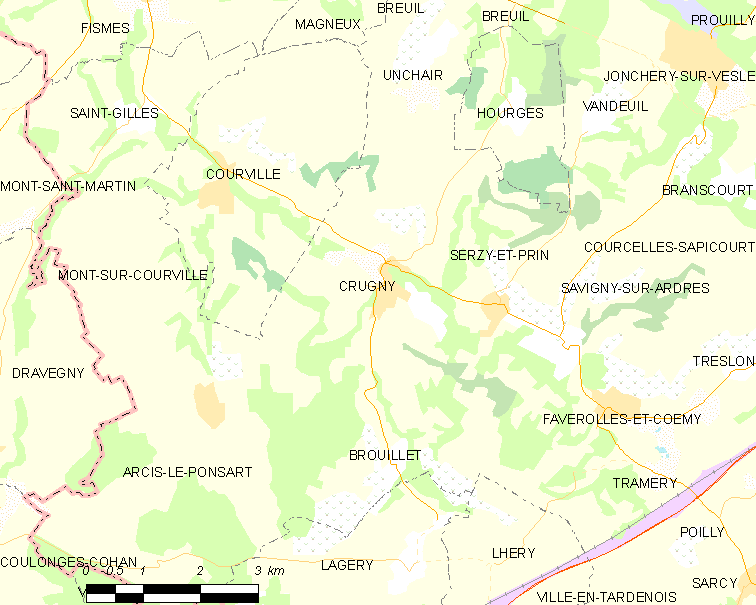
的OSM定位图

克吕尼的时区为UTC+01:00、UTC+02:00（夏令时）。

## 行政
克吕尼的邮政编码为51170，INSEE市镇编码为51198。

## 政治
克吕尼所属的省级选区为菲姆-兰斯山县。

## 人口

1962-2008年间人口变化图示

克吕尼于2022年1月1日时的人口数量为675人。